# Răcășdia
Răcășdia – wieś w Rumunii, w okręgu Caraș-Severin, w gminie Răcășdia. W 2011 roku liczyła 1566 mieszkańców. 